# Aeroporto di Belfast-Aldergrove
L'Aeroporto di Belfast-Aldergrove (IATA: BFS, ICAO: EGAA), più conosciuto come Aeroporto Internazionale di Belfast, è un aeroporto localizzato a circa 24 chilometri (15 miglia) a ovest di Belfast in Irlanda del Nord. 
Il traffico di passeggeri dell'aeroporto ammonta a oltre 4,5 milioni (il 2,1% dei passeggeri di tutti gli aeroporti del Regno Unito) nel 2009 (aumentato di oltre il 50% rispetto ai 1,7 milioni del 2000). Il Belfast International è al 12º posto tra quelli del Regno Unito e primo dell'Irlanda del Nord.
Dalle sue piste si effettuano sia voli di linea transatlantici verso New York, Toronto e Vancouver, sia voli alla volta delle maggiori città europee. Vengono anche effettuati voli charter per l'Africa, il Nord America, i Caraibi ed alcune destinazioni europee.
Dall'Italia voli diretti sono previsti da Verona, Milano e Napoli.
Nell'aeroporto è presente anche una base della RAF, con la quale vengono condivise le piste.